# 인터제트
인터제트(영어: Interjet)는 멕시코의 저비용 항공사로 알레만 그룹(영어: Aleman Group)이 소유하고 있다. 멕시코시티 국제공항이 허브 공항으로 2005년에 설립되어 멕시코의 저비용 항공사 중에서 가장 규모가 큰 편에 속한다. 멕시코시티에 캘리포니아주 항공출발 슬롯을 취득하면서 2008년 8월에 노선 연장에 성공했으며 2011년 7월 21일자로 멕시코 시티 - 투르크메트리레스는 에어버스 Airbus A320X-ECE 7호선으로 첫 번째 미국 항공편을 시행하였다.
2014년에는 "멕시코의 제트블루"라고 항공사가 스스로 표현할 정도로 세력을 확장하면서 성장을 이루어내기도 하였으나 코로나19 범유행으로 2020년 3월, 자금 사정이 나빠지는 가운데 부채를 줄이기 위하여 임직원들의 임금을 절반으로 감축하고 모든 국제선 운항을 일시적으로 중단하기로 결정하였다. 이후 주기장 사용료 체납을 이유로 파산을 선언하게 되었다.

## 역사
인터제트는 2005년 12월 1일에 알레만 그룹의 자회사로 운항을 시작했다. 정기 운항은 7대의 에어버스 A320-200 기종을 도입했으며 멕시코시티에 캘리포니아주 항공출발 슬롯을 취득하면서 2008년 8월에 노선 연장에 성공했다.
2011년 7월 21일자로 멕시코 시티 - 투르크메트리레스는 에어버스 Airbus A320X-ECE 7호선으로 첫 번째 미국 항공편을 시행하였다.
2012년에는 수호이 슈퍼젯 100 (SSJ100)을 인수하기로 약속했는데, 이 모델은 봄바디어 에어로스페이스나 엠브라어 항공기의 절반 가격에 판매되었다. 인터제트의 CEO 호세 루이스 가르자는 이것이 뜨겁고 높은 멕시코 시티를 위한 최선의 선택이라고 말했는데, 이것은 소련 붕괴 이후 러시아의 첫 번째 주요 비행기에 대한 과감한 내기이다.
2014년에 항공사는 스스로를 "멕시코의 제트블루"라고 표현했다. 그러나 2018년까지 항공사는 저렴한 항공권 가격과 추가 레그룸, 무료 레그룸과 같은 "추가 비용"이 큰 하이브리드 모델로 전환했지만 기존 항공사와 관련된 보다 관대한 수하물 정책을 적용했다.
2015년 Interjet의 마케팅 관리자의 진술에서 파생된 언론은 Interjet이 Oneworld 동맹에 가입할 가능성이 있었고 이것이 회원으로 Mexicana de Aviación을 대체할 것이라고 추측했지만 이는 일어나지 않았다. 그러나 British Airways, Iberia, LATAM Airlines 및 American Airlines는 Interjet과 공동 운항 협정을 맺고 있다.
하지만 2020년 주기장 사용료 체납으로 운행이 정지되더니 2021년 3월, 파산을 선언하고 말았다. 현재는 홈페이지 기능이 영구적으로 중지되었다.

## 운항 노선
- 2019년 10월 기준으로 인터제트는 다음과 같은 노선을 운항하고 있다.

### 협력 항공사

#### 코드쉐어 협정
- 인터제트는 다음과 같은 항공사와 항공편 공유 협정을 체결하고 있다.[13]

- 에어 캐나다 (스타얼라이언스)
- 알리탈리아 (스카이팀)
- 아메리칸 항공 (원월드)
- 전일본공수 (스타얼라이언스)
- 영국항공 (원월드)
- 에미레이트 항공
- 에바 항공 (스타얼라이언스)
- 한 에어 {:ja:/:pt:}
- 하이난 항공
- 이베리아 항공 (원월드)
- 일본 항공 (원월드)
- LATAM 브라질 (원월드)
- LATAM 칠레 (원월드)
- 루프트한자 (스타얼라이언스)
- 카타르 항공[14] (원월드)

## 보유 기종
- 2020년 12월 기준으로 인터제트는 다음과 같은 기종을 보유하고 있으며 평균 기령은 6.2년이다.[15]

### 퇴역 기종
- 에어버스 A320neo
- 에어버스 A321neo
- 에어버스 A321-200

## 사진

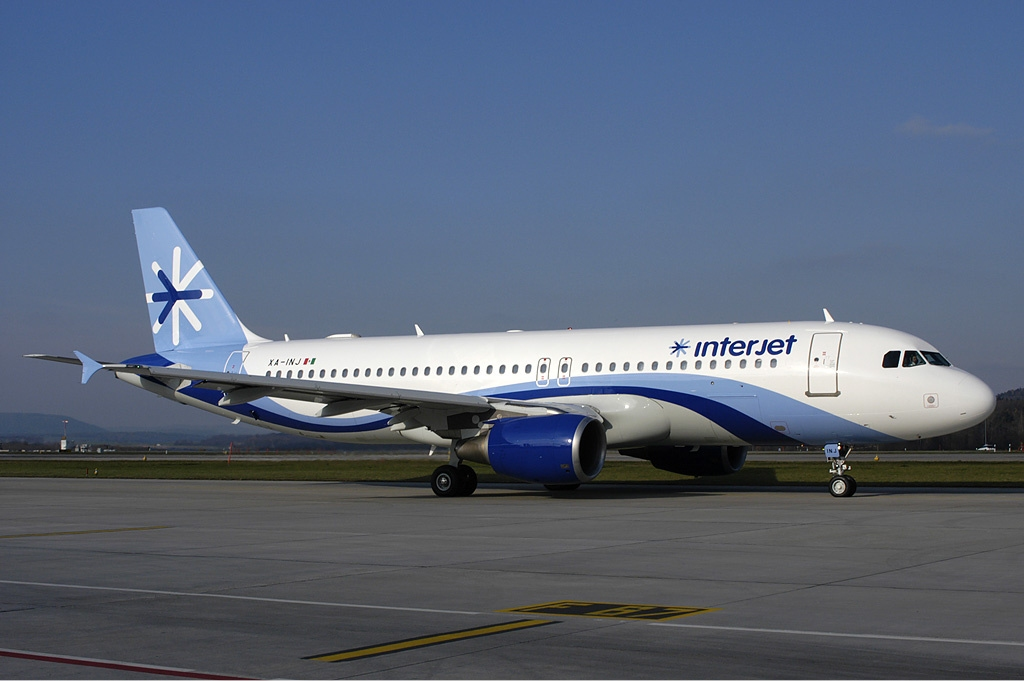
인터제트의 에어버스 A320-200
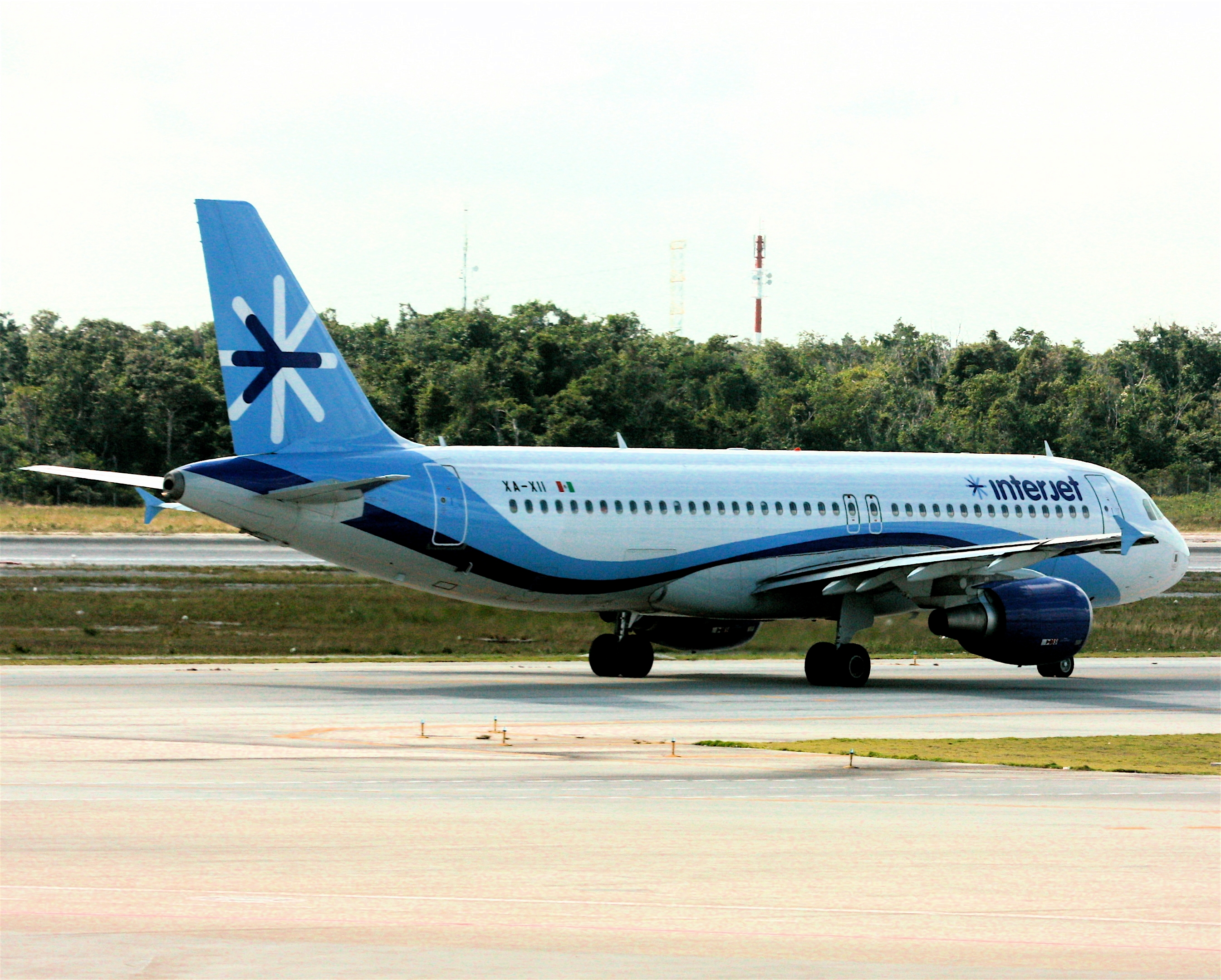
인터제트의 에어버스 A320-200
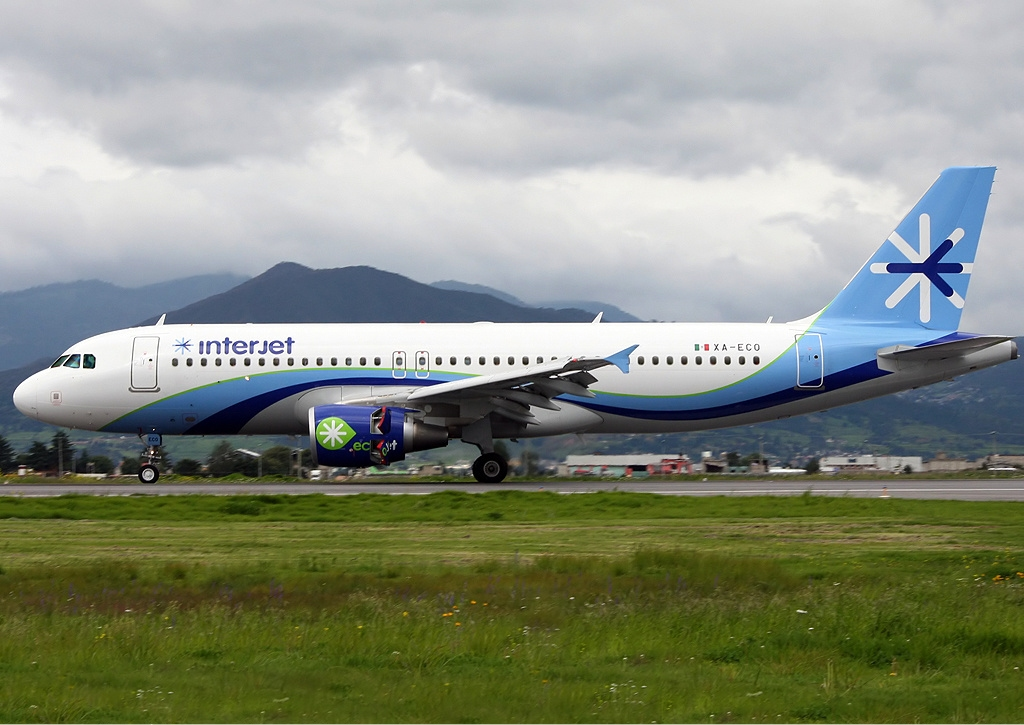
인터제트의 에어버스 A320-200